# Schwenge
Das Dorf Schwenge ist eine Wüstung im heutigen Gebiet des Ortsteils Oberzella in der Stadt Vacha im Wartburgkreis in Thüringen.
Schwenge lag etwa einen Kilometer nördlich von Oberzella an der Ortsverbindungsstraße nach Vitzeroda.

## Geschichte

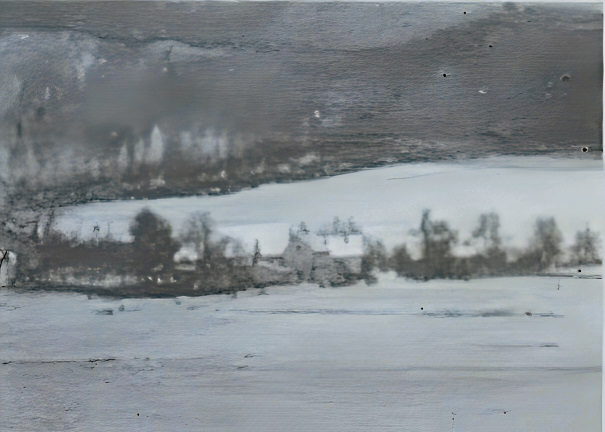
Die Infotafel zur Wüstung zeigt dieses Foto (um 1910)

Schwenge wurde am 31. August 786 erstmals erwähnt. Im Dreißigjährigen Krieg lag der Ort erstmals wüst.
1816 kam der Ort gemeinsam mit Vitzeroda, Abteroda, Gasteroda, Oberzella, Niederndorf und Heiligenroda von Hessen an Sachsen-Weimar. 1879 gab es im Ort vier Wohnhäuser mit 27 Einwohnern; 62,9 ha Gesamtfläche; davon Höfe und Gärten 1,6 ha; Wiesen 16,1 ha; Ackerfläche 38,3 ha. Wald 0,64 ha; Teiche, Bäche und Flüsse 0,01 ha; auf Wege, Triften, Ödland und Obstbauplantagen entfielen 6,18 ha.
Nach 1945 lag Schwenge unmittelbar an der innerdeutschen Grenze, die ab 1952 massiv befestigt wurde.
Am 3. Oktober 1961 wurden die ersten Bewohner im Rahmen der „Aktion Kornblume“ zwangsausgesiedelt, am 12. bis 13. Februar 1974 mussten die letzten Einwohner den Ort mit der Begründung einer verbesserten Grenzsicherung verlassen. Am 15. Februar 1974 wurden die Höfe in Schwenge abgerissen und eingeebnet.